# Polska na Mistrzostwach Świata w Lekkoatletyce 2003
Polska na Mistrzostwach Świata w Lekkoatletyce 2003 – reprezentacja Polski podczas czempionatu w Paryżu zdobyła jeden medal. Złoto w chodzie na 50 kilometrów wywalczył Robert Korzeniowski. W tabeli medalowej Polacy uplasowali się na ex aequo 14. pozycji, w klasyfikacji punktowej zajęli ex aequo 16. lokatę.

## Rezultaty

### Mężczyźni
- Bieg na 200 m
  - Marcin Jędrusiński odpadł w półfinale
  - Marcin Urbaś odpadł w eliminacjach
- Bieg na 3000 m z przeszkodami
  - Radosław Popławski odpadł w półfinale
- Sztafeta 4x100 m
  - Piotr Balcerzak, Łukasz Chyła, Marcin Nowak i Marcin Urbaś zajął 5. miejsce (w eliminacjach pobiegli także Marcin Krzywański i Marcin Jędrusiński)
- Chód na 20 km
  - Benjamin Kuciński zajął 26. miejsce
- Chód na 50 km
  - Robert Korzeniowski  zajął 1. miejsce i zdobył złoty medal
  - Roman Magdziarczyk zajął 7. miejsce
  - Tomasz Lipiec nie ukończył konkurencji (dyskwalifikacja)
  - Grzegorz Sudoł nie ukończył konkurencji (dyskwalifikacja)
- Skok wzwyż
  - Grzegorz Sposób zajął 6. miejsce
  - Aleksander Waleriańczyk zajął 10. miejsce
  - Michał Bieniek odpadł w eliminacjach
- Skok o tyczce
  - Adam Kolasa zajął 9.-10. miejsce
- Rzut młotem
  - Maciej Pałyszko odpadł w eliminacjach
  - Wojciech Kondratowicz odpadł w eliminacjach

### Kobiety
- Bieg na 200 m
  - Anna Pacholak odpadła w eliminacjach
- Bieg na 400 m
  - Grażyna Prokopek odpadła w półfinale
- Bieg na 100 m przez płotki
  - Aurelia Trywiańska zajęła 5. miejsce
- Bieg na 400 m przez płotki
  - Małgorzata Pskit odpadła w półfinale
  - Anna Jesień odpadła w eliminacjach
- Sztafeta 4x400 metrów
  - Monika Bejnar, Małgorzata Pskit, Anna Jesień i Grażyna Prokopek zajęły 5. miejsce (w eliminacjach pobiegła także Anna Pacholak)
- Skok o tyczce
  - Monika Pyrek zajęła 4.-5. miejsce
  - Anna Rogowska zajęła 7. miejsce
- Pchnięcie kulą
  - Krystyna Zabawska zajęła 6. miejsce
- Rzut dyskiem
  - Marzena Wysocka odpadła w eliminacjach
- Rzut młotem
  - Kamila Skolimowska zajęła 8. miejsce